# Glenn Quagmire
Glenn Quagmire a Family Guy című amerikai televíziós rajzfilmsorozat szereplője. A főszereplő, Peter Griffin szűk baráti körébe tartozik, a Griffin-család szomszédja. Karaktere hiperszexualitásáról híres, illetve az általa használt "migiri" kifejezésről.

## Karaktere
A "quagmire" az angol nyelvben ingoványt, mocsarat jelent, mely utalás a szereplő erkölcsi deformáltságára. Hangját Seth McFarlane az 1950-es évek gyorsan beszélő rádiós DJ-inek hatására alkotta meg, a magyar szinkronban Seder Gábor lassabban, de hasonló hangnemben beszél.
Quagmire agglegény, aki belföldi utasszállító gépek pilótájaként dolgozik. Korábban kétszer nősült: első felesége Joan volt, Griffinék házvezetőnője, aki meghalt. A második felesége egy Charmise nevű prostituált volt, akivel egy részeg éjszakán házasodott össze, majd elváltak. Korábban a haditengerészetnél szolgált, ekkoriban sok helyre eljutott a világban. Amikor Dél-Koreában állomásoztak, szerepelt vállalt egy helyi filmsorozatban mint "Amerikai Johnny" – filmbeli partnerével, Szudzsinnel össze is jött egy rövid ideig. Rövid ideig Cheryl Tiegs-szel is randevúzott, saját bevallása szerint ő volt számára a tökéletes nő, de a folyamatos féltékenysége és a szexfüggősége tönkretette a kapcsolatukat. Quagmire utálja Briant, egy epizódban hosszasan sorolja, hogy pontosan miért is – a későbbiek során Brian tudtán kívül sokszor megsérti Quagmire-t, majd beleáll a dologba, és elkezdik egymást szekálni. Különös módon vonzódik a macskákhoz. Az egyik epizód tanúsága szerint már 61 éves, azaz korához képest meglepően jól tartja magát.
Quagmire-nek számos bal kézről született gyereke lehet a sorozat alapján, ezek közül két lányt ismerünk biztosan: a pici Anna Lee-t, akit később egy család adoptált, valamint a tinédzser Courtney-t. Apja, Dan Quagmire egy vietnámi veterán, akit nagyon tiszteltek a seregben, később nemváltó műtéten esik át, és mint Ida Davis él tovább. Ez nagyon megviseli Quagmire-t, de később rendeződik a kapcsolatuk. Van még egy húga, Brenda, akit a partnere, Jeff Ganaj rendszeresen bántalmaz – az egyik epizódban végül kénytelen megölni őt, hogy így mentse meg testvérét. Az egyik részben utalnak rá, hogy van még egy süket öccse is, Gary. Anyjával a kapcsolata rémes volt, mert fiatal korában ő is szexfüggő volt, és ez tönkretette az életét.
Számos szexuális perverziója van: szereti a kikötözős szexet, odadörgölőzni másokhoz, öntudatlan emberekkel létesíteni szexuális kapcsolatot, emellett fojtogatja is magát, szeret kukkolni, illetve állatokkal is csinálni. Tinédzser lányokkal sosem kezd szándékosan, viszont számolja a napokat, hogy mikor töltik be a 18. életévüket. Miután az egyik részben a többiek elmondják neki, hogy mi az a netes pornó, teljesen a rabjává válik. Szexuális töltetű helyzetekben gyakran használja a "gigiti" és az „úgy ám" kifejezéseket 